# Шиханович, Юрий Александрович
Ю́рий Алекса́ндрович Шихано́вич (9 апреля 1933, Киев — 1 сентября 2011, Москва) — советский и российский математик и педагог, правозащитник.

## Биография
Юрий Александрович Шиханович родился в семье врачей. Мать умерла 23 июня 1941 года. Отец, военврач 3-го ранга Александр Давидович Шиханович (1895—1941), пропал без вести на фронте в октябре 1941 года, старший брат — в конце 1942 года. Дед, Давид Маркович Шиханович, погиб в Бабьем Яру.
В июне 1941 года родственники вывезли Юру из Киева в эвакуацию, несколько месяцев находился в детском доме в Новосибирске, потом жил у брата отца в Самарканде. С 1944 по 1949 год учился в Суворовском училище в Туле (5—9 классы), откуда отчислился по собственному желанию и вернулся в Киев. В 1950 году окончил среднюю школу и поступил на механико-математический факультет Киевского государственного университета. Окончив первый курс, перевёлся на механико-математический факультет Московского университета. Окончил факультет в 1955 году, обучался в аспирантуре там же с 1957 по 1960 год (по кафедре математической логики).
Кандидат педагогических наук (1966, диссертация «Введение в современную математику: начальные понятия»). Шиханович был редактором книги В. А. Успенского «Лекции о вычислимых функциях», изданной в серии «Математическая логика и основания математики». Преподавал математику на Отделении структурной и прикладной лингвистики МГУ.
По свидетельствам мемуаристов,
Экзамен у Шихановича относился к числу тяжелейших испытаний для студентов — у каждого проверялись знания по всему курсу. <…> Себя же Ю. А. не жалел совершенно: начав экзамен с утра, он чаще всего не успевал окончить его к моменту закрытия здания, после чего экзаменатор с оставшимися экзаменующимися переходили в расположенное поблизости здание Центрального телеграфа.
В 1968 году уволен из МГУ за подписание коллективного письма в защиту А. С. Есенина-Вольпина. Участвовал в издании (с 1970-х годов) и был редактором «Хроники текущих событий». С 1980 года стал играть ведущую роль в издании «Хроники».
Политзаключённый (в 1972—1974 годы в СИЗО и психиатрической больнице). Вновь арестован в 1983 году и осужден к 5 годам лишения свободы и 5 годам ссылки по статье 70 УК РСФСР, отбывал наказания в колониях «Пермь-35» и «Пермь-37», освобождён в 1987 году.
С 1995 года преподавал в Российском государственном гуманитарном университете. Читал курсы лекций «Введение в математику», «Теория алгоритмов», «Математическая логика», «Математический анализ». Был доцентом кафедры математики, логики и интеллектуальных систем в гуманитарной сфере Института лингвистики РГГУ.
Умер в 2011 году. Похоронен на Алексеевском кладбище.